# Ali Sami Yen-stadion

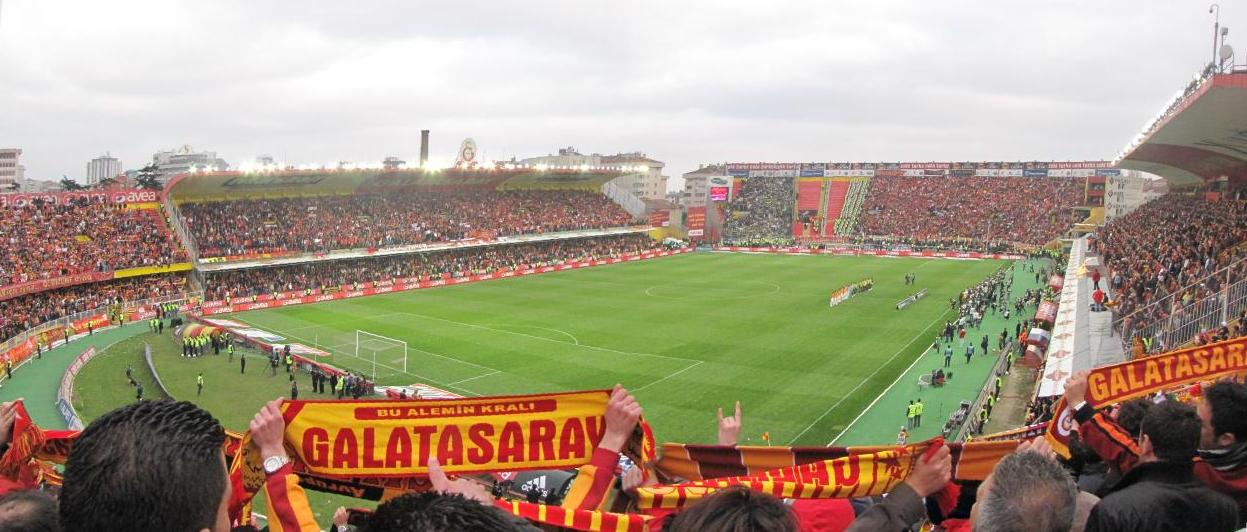
Ali Sami Yen-stadion på ett derby mellan Galatasaray och Fenerbahçe 2009.

Ali Sami Yen Stadium var en arena i Istanbul Turkiet uppkallad efter idrottsmannen Ali Sami Yen. I arenan spelar bland annat Galatasaray sina hemmamatcher. Men sedan andra halvan säsongen 2010/2011 spelar man sina hemmamatcher på den nybyggda Türk Telekom Arena. Arenan revs i maj 2011. Man räknade med att rivningen skulle ta 75 dagar, men det tog bara 10 dagar tills arenan var helt riven. Rivningsföretagets VD sade "Arenan har i flera år haft risken att rasa ihop när som helst. Det är Gud som har räddat alla dessa människor"